# Kołodziejski
Kołodziejski (forma żeńska: Kołodziejska; liczba mnoga: Kołodziejscy) – polskie nazwisko. Nazwa osobowości pochodzi od średniowiecznego zawodu kołodziej. Ponad 70% osób o tym nazwisku mieszka w całej dolinie Wisły oraz w Polsce centralnej.

## Znani Kołodziejscy
- Henryk Kołodziejski (1884–1953) – działacz państwowy
- Michał Kołodziejski (ur. 1975) – dyplomata
- Katarzyna Kołodziejska (ur. 1985) – piłkarka ręczna
- Konrad Kołodziejski (ur. 1970) – dziennikarz
- Witold Kołodziejski (ur. 1966) – dziennikarz, polityk, samorządowiec

## Pokrewne nazwiska
- Kołodziej
- Kołodziejczak
- Kołodziejczyk